# زلايا
زلايا هي إحدى القرى اللبنانية من قرى قضاء البقاع الغربي في محافظة البقاع.